# Heaven Can Wait (Sandra-Lied)
Heaven Can Wait ist ein Popsong von Sandra aus dem Jahr 1988.

## Entstehung und Veröffentlichung
Der Song wurde von Michael Cretu, Hubert Kemmler alias Hubert Kah, Markus Löhr und Klaus Hirschburger, letztere Bandmitglieder von Hubert Kah, geschrieben und von Cretu produziert. Heaven Can Wait ist ein Uptempo-Synthiepop-Song. Der Songtext beschreibt einen Flirt, bei der das Gegenüber die gesuchte Person ist, die genau zum richtigen Zeitpunkt auftaucht. Folglich kann „der Himmel warten“.
Die Single wurde am 30. Mai 1988 bei Virgin Records vorab als erste Single aus dem Album Into a Secret Land veröffentlicht. Auf der B-Seite befindet sich der Song Heaven’s Theme (Instrumental). Es existiert auch eine 7:38 Minuten lange Maxi-Version, die auf der Maxi-Single zusätzlich durch den 4:01 Minuten langen Dub Mix ergänzt wird. Heaven Can Wait erschien auf zahlreichen Kompilationen und Best-Of-Alben.
Sandra trat mit dem Song zweimal in der ZDF-Hitparade auf; zunächst bot sie ihn am 21. Juli 1988 in der Sommerhitparade aus dem Phantasialand in Brühl dar, als Platz fünf der über einen Tippschein ermittelten Titel. 2012 wurde der Auftritt bei YouTube hochgeladen und erreichte bis August 2024 mehr als 4,8 Millionen Abrufe. Nach einer Systemumstellung der ZDF-Hitparade durfte die Interpretin den Song am 7. September 1988 erneut aufführen, diesmal als Platz zwei der von Media Control ermittelten Titel.

## Musikvideo
Die Regie des Musikvideos führten Rudi Dolezal und Hannes Rossacher alias DoRo. Es wurde auf Ibiza gedreht.

## Chartplatzierungen
Die Single erreichte hohe Chartplatzierungen in den europäischen Ländern, darunter Platz 12 in Deutschland, Platz vier in Österreich und Platz 16 in der Schweiz. In Frankreich kam der Song auf Platz sechs.
| ChartsChartplatzierungen     | Höchstplatzierung | Wochen |
| ---------------------------- | ----------------- | ------ |
| Deutschland (GfK)            | 12 (20 Wo.)       | 20     |
| Österreich (Ö3)              | 4 (12 Wo.)        | 12     |
| Schweiz (IFPI)               | 16 (9 Wo.)        | 9      |
| Vereinigtes Königreich (OCC) | 97 (1 Wo.)        | 1      |